# Доброжановка
Доброжа́новка (каз. Доброжанов) — село у складі Тайиншинського району Північноказахстанської області Казахстану. Входить до складу Краснополянський сільського округу.
Населення — 77 осіб (2021; 174 у 2009, 249 у 1999, 258 у 1989).
Національний склад станом на 1989 рік:
- українці — 36 %.

Колишня назва — Добржановка.